# Мангальян
«Мангальян» (Mangalyaan), відомий також як Mars Orbiter Mission — індійський космічний зонд для дослідження Марса, запущений 5 листопада 2013 року Індійською організацією космічних досліджень і розробок (ISRO).
Ракета PSLV-C25 із зондом «Mangalyaan» стартувала з космодрому Шрихарикота 5 листопада 2013 року о 14:38 за місцевим часом (09:08 UTC). Запуск був запланований на 28 жовтня, але його перенесли через погану погоду в акваторії Індійського океану. Запуск пройшов штатно: супутник був виведений на навколоземну орбіту і 30 листопада вирушив до Марса.
24 вересня 2014 року «Mangalyaan» вийшов на еліптичну орбіту Марса з найближчою точкою на висоті 421,7 км над поверхнею планети і найвіддаленішою 76 993,6 км. Нахил орбіти відносно екватора Марса — 150°, період обертання — 72 год 51 хв 51 с.
Станом на 19 травня 2017 року, «Mangalyaan» пробув 1000 діб на орбіті Марса. За цей час космічний корабель 388 разів облетів навколо планети і передав 715 фото на Землю. ISRO повідомила, що апарат перебуває в гарному стані.
На апараті встановлено кілька наукових приладів: зонд для виявлення метану, камера кольорового зображення, аналізатор тиску і спектрометр. Апарат важить 1337 кг, однак на частку наукової апаратури припадає 15 кг, решту маси становить паливо, окислювач і сам корпус «Mangalyaan». Вартість зонда становить близько 24 млн доларів.
Головною метою запуску є випробування технологій, необхідних для «проєктування, планування, управління та здійснення міжпланетних місій». Організація називає місію «технологічною». Науковими завданнями місії є «дослідження поверхні Марса, його мінералогії та атмосфери з використанням вітчизняного обладнання».
Прем'єр-міністр Індії Манмоган Сінґх оголосив про майбутню марсіанську місію 15 серпня 2012 року — у День незалежності країни. Тоді він сказав, що запуск стане для Індії «гігантським кроком вперед у сфері науки і технології».
Індія стала третьою після США і СРСР країною, яка самостійно розробила і запустила до червоної планети дослідницький апарат.

## Mangalyaan-2
Друга місія ISRO на Марс називається «Mangalyaan-2» або Mars Orbiter Mission-2 (MOM-2). На «Mangalyaan-2» будуть щонайменше чотири наукові прилади, призначені для вивчення ранньої історії Марса, аналізу його атмосфери та пошуку гіпотетичного пилового кільця навколо планети, утвореного двома його супутниками — Фобосом і Деймосом. Апарат використовуватиме надзвуковий парашут або «небесний кран» для безпечного спуску ровера на поверхню Червоної планети на фінальному етапі приземлення (подібно до платформи NASA з реактивними двигунами, що забезпечують додаткове гальмування модулю, який спускається), а також комплектуватися вертольотом для польотів в марсіанській атмосфері. На це індійських вчених надихнув успіх вертольота NASA Ingenuity, який пропрацював на планеті понад 1000 марсіанських діб. 
Деякі джерела стверджують, що місія може стартувати вже наприкінці 2024 року, однак в проєкті залишається низка невирішених проблем, у тому числі декілька ключових компонентів все ще перебувають у розробці, включаючи багатоцільовий вертоліт, платформу для спуску та надзвуковий парашут.

## Виноски
1. ↑  Індія відправила на Марс свою першу ракету. Архів оригіналу за 5 листопада 2013. Процитовано 5 листопада 2013.
2. ↑  Перший індійський марсіанський зонд успішно виведено на орбіту Землі [Архівовано 8 листопада 2013 у Wayback Machine.](рос.)
3. ↑  Индийский зонд Мангальян вышел на орбиту Марса, установив ряд рекордов [Архівовано 19 вересня 2017 у Wayback Machine.] — NEWSru.com
4. ↑  Mars Orbiter Spacecraft Successfully Inserted into Mars Orbit (Press Release September 25 2014) [Архівовано 6 жовтня 2014 у Wayback Machine.](англ.)
5. ↑  Vyawahare, Malavika (19 червня 2017). India's Mars Orbiter completes 1000 days in orbit and is still going strong. Hindustan Times. Архів оригіналу за 24 липня 2017. Процитовано 28 липня 2017.
6. ↑  Індія відправить на Марс власний ровер та вертоліт. 19.05.2024